# Château de Saint-Germain-en-Laye
Château de Saint-Germain-en-Laye u Saint-Germain-en-Laye (česky Zámek svatého Germana) je bývalý královský zámek, nacházející se v departmentu Yvelines, 19 km západně od Paříže.

## Historie

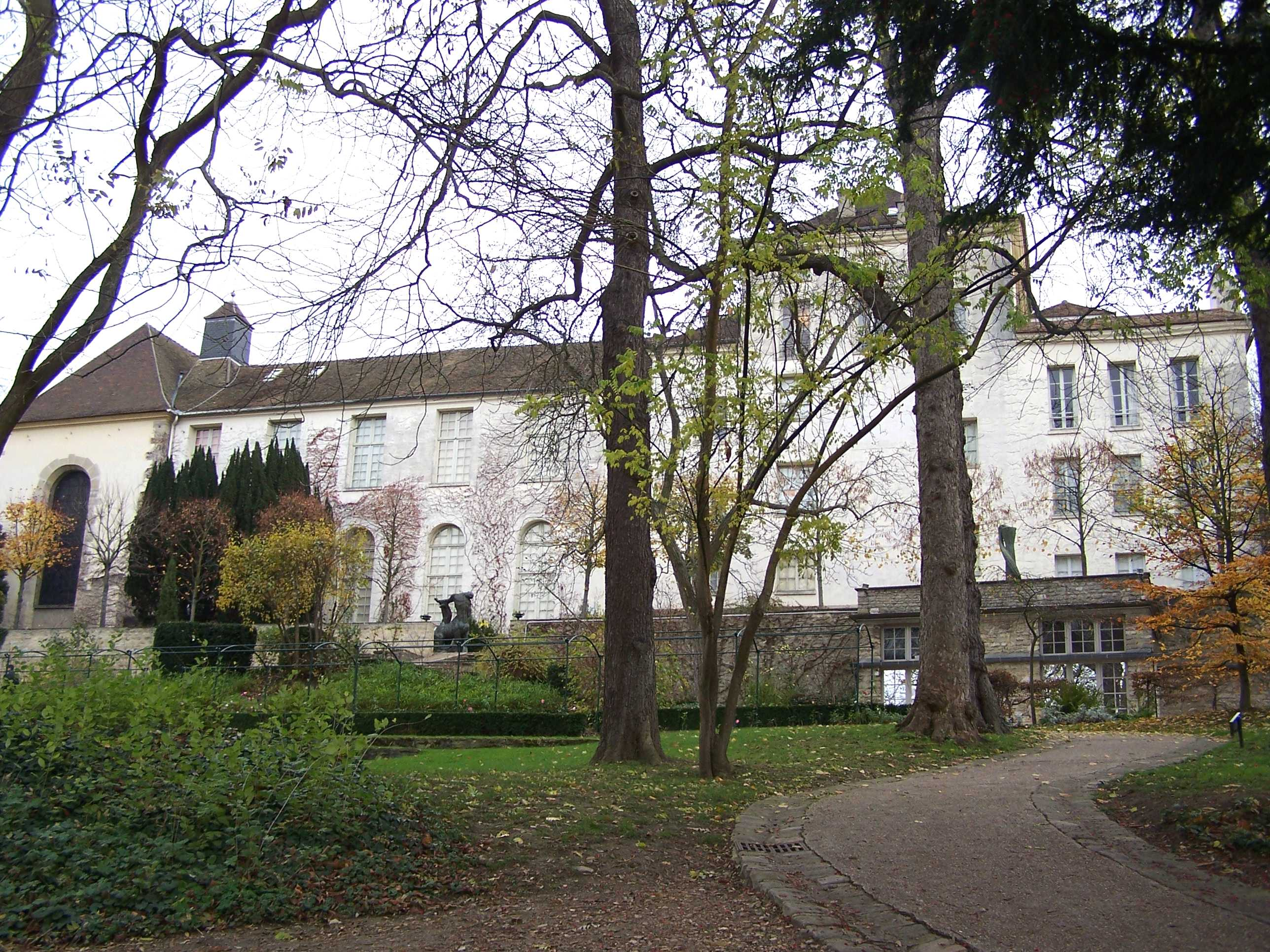
Převorství Saint-Germain-en-Laye

Kolem roku 1124 vybudoval Ludvík VI. Francouzský první hrad na místě dnešního zámku s výhledem na převorství Saint-Germain.
Svatý Ludvík rozšířil hrad a postavil kapli (Sainte Chapelle), která byla dokončena v roce 1238.
Byl zde vychovávan budoucí český král Karel IV., po jeho sňatku s Blankou z Valois.

## Galerie

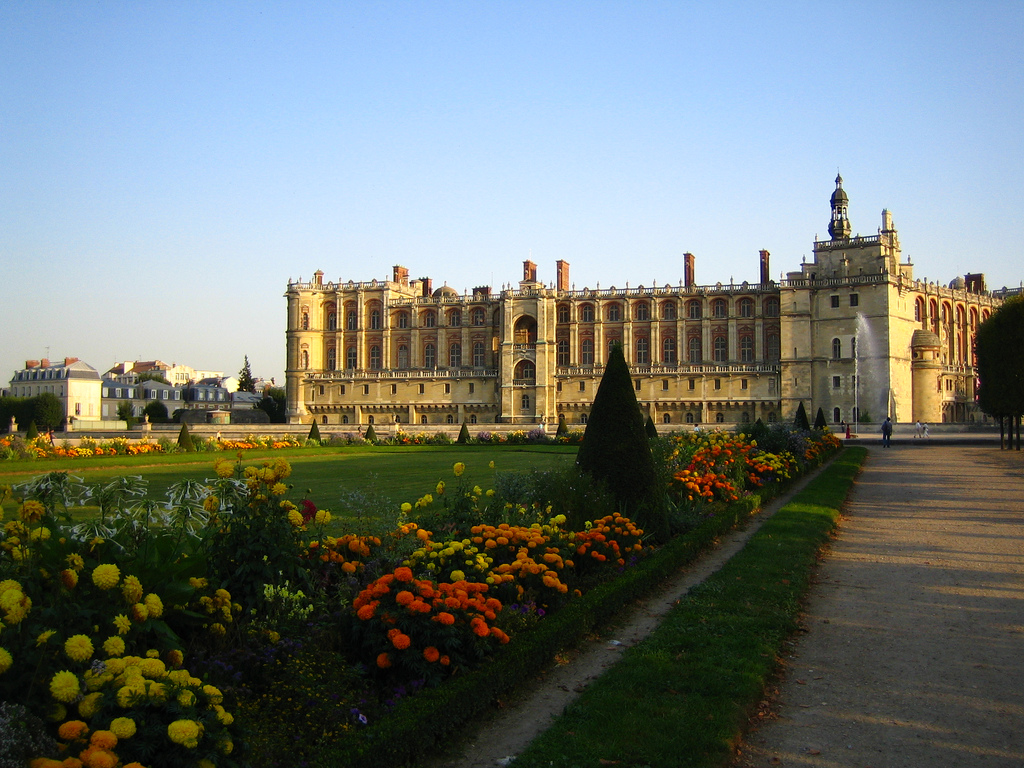
Severozápadní pohled na zámek
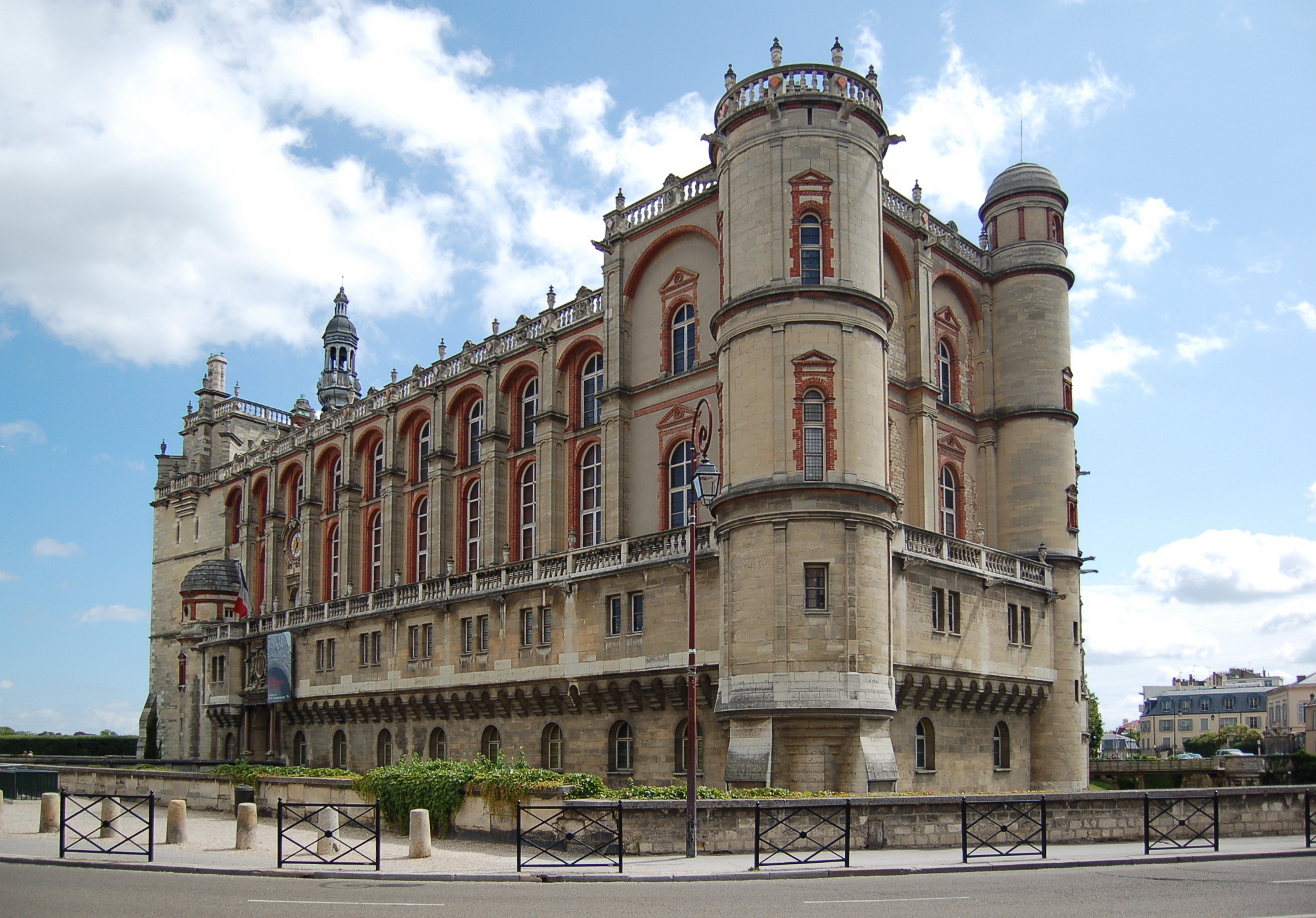
Jihozápadní pohled
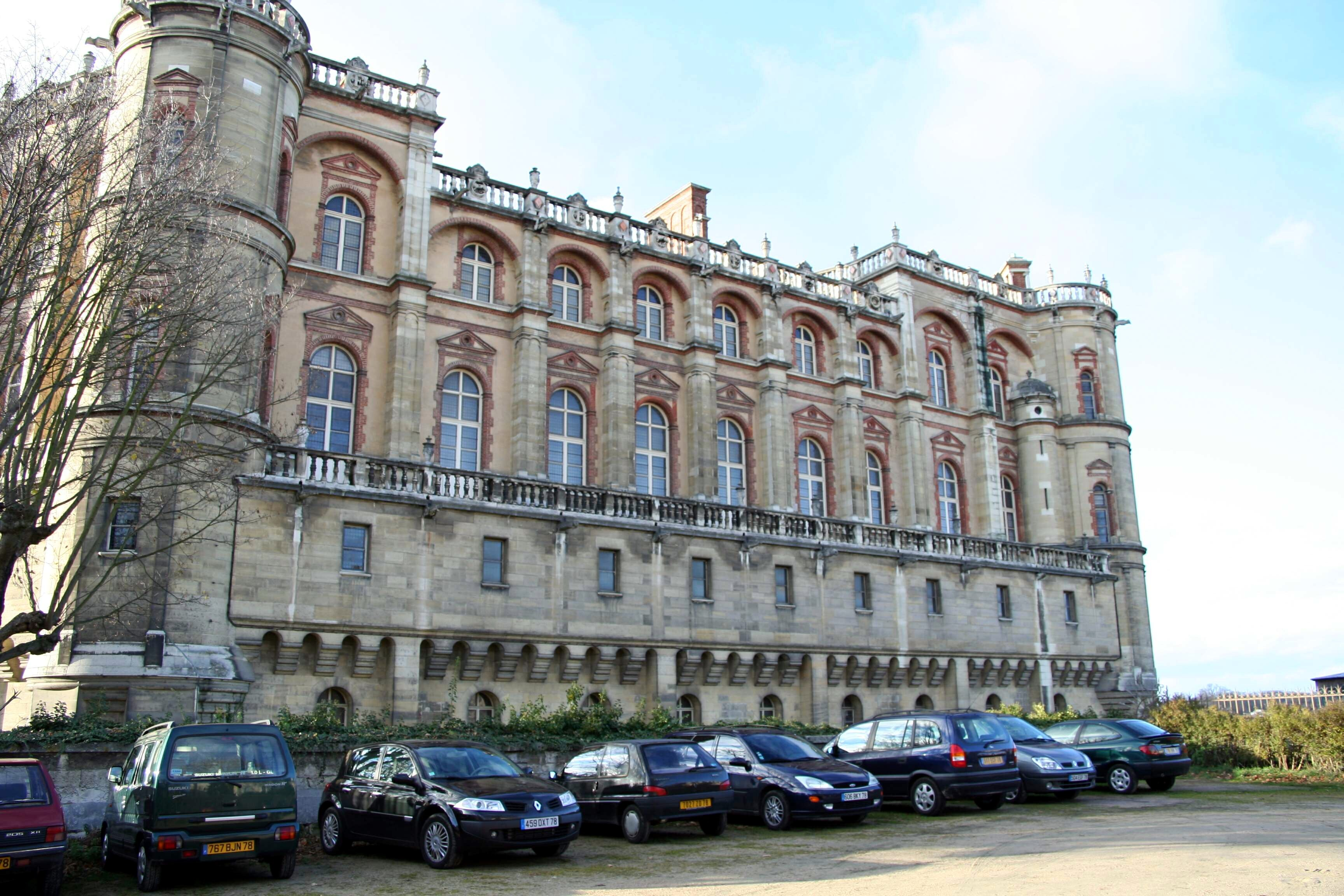
Východní pohled
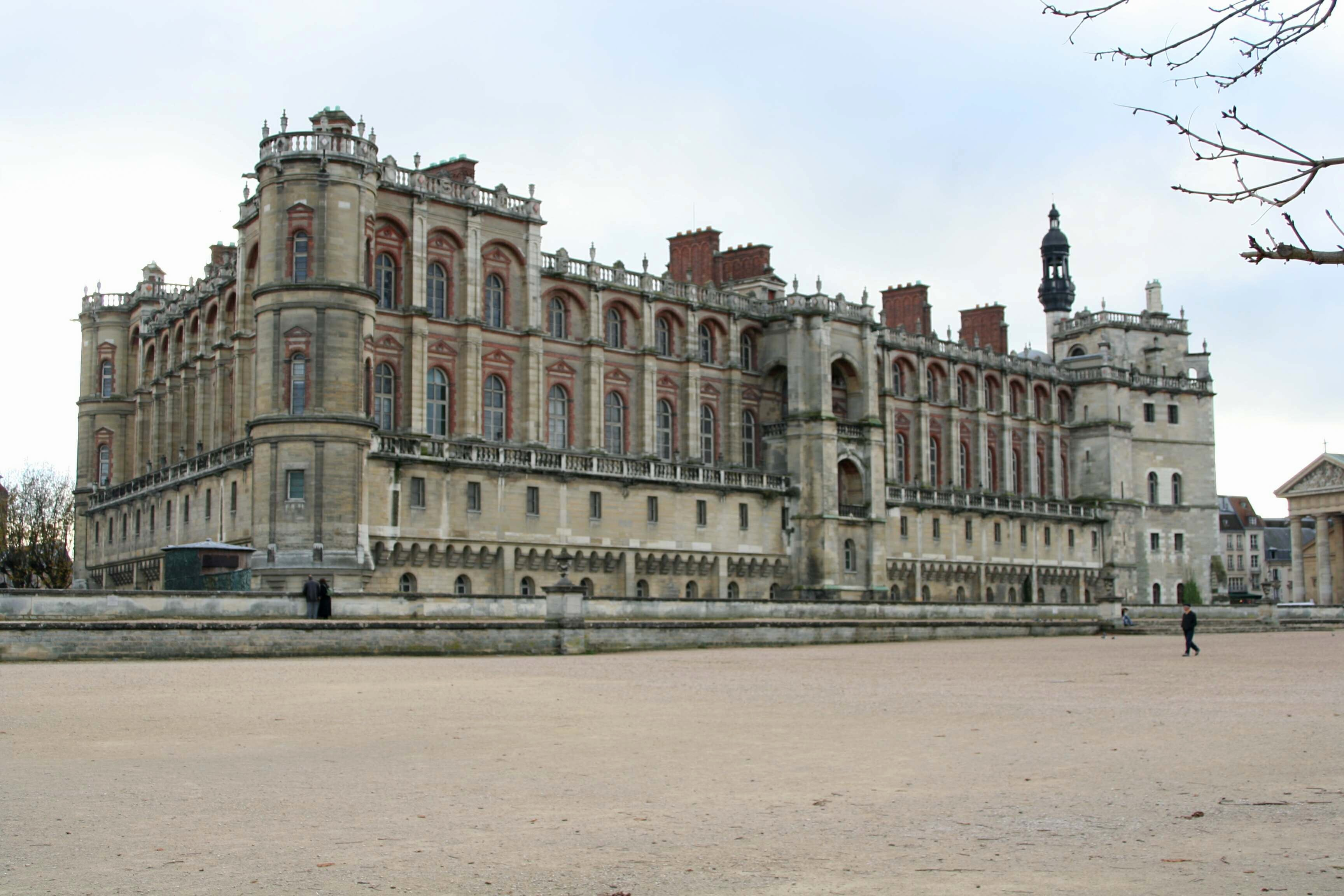
Severní pohled
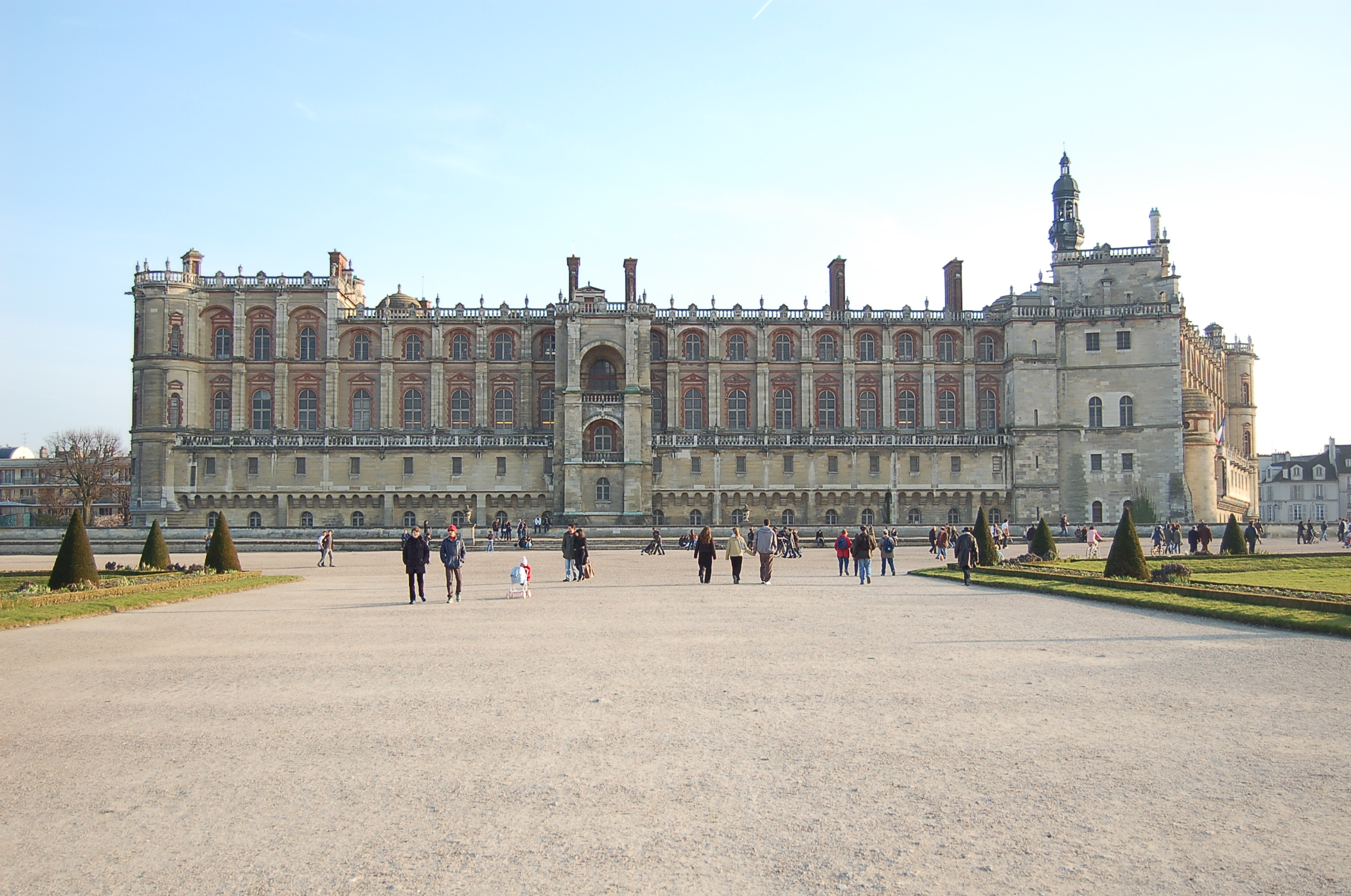
Severní pohled
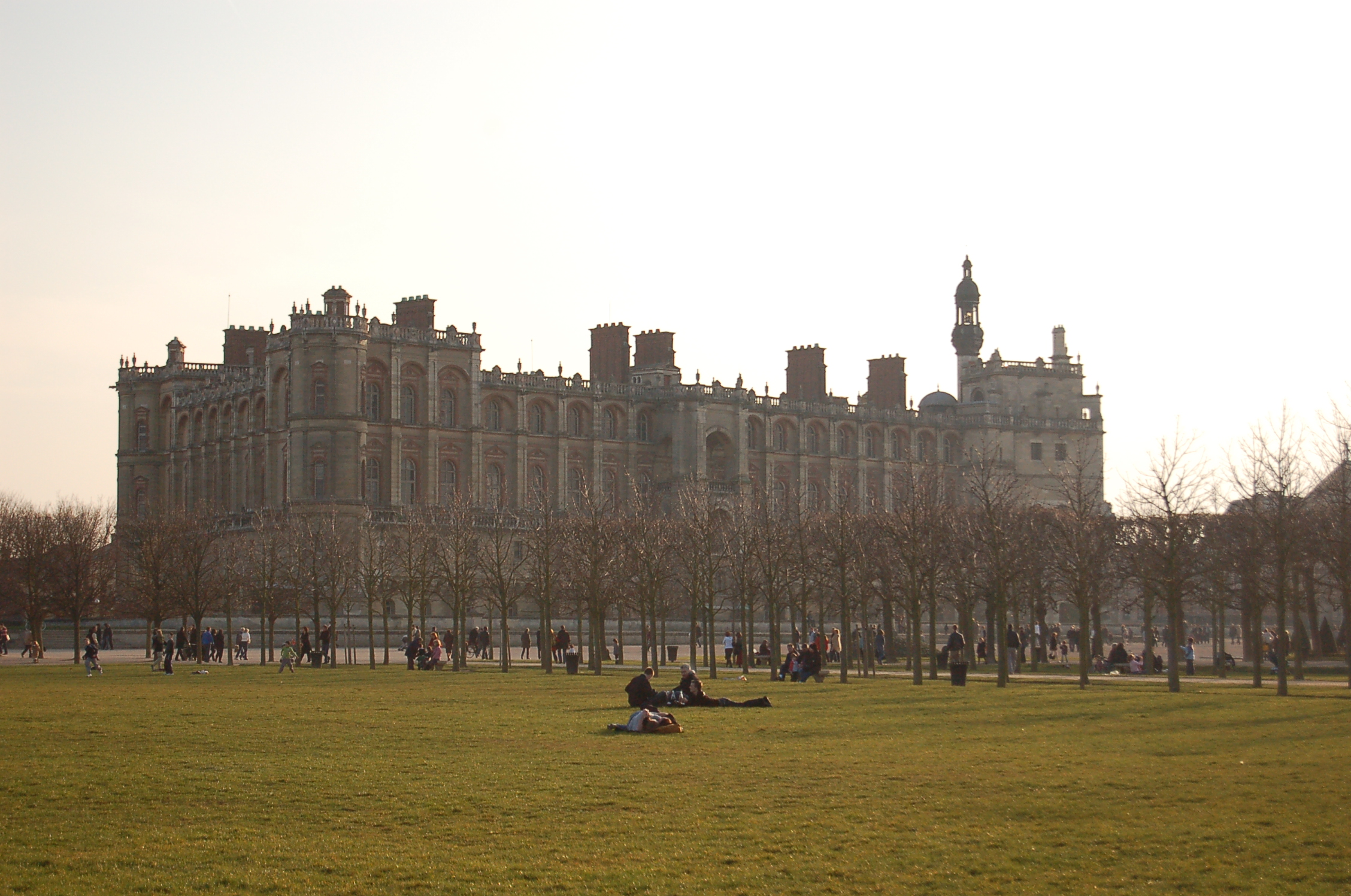
Severovýchodní pohled z parku
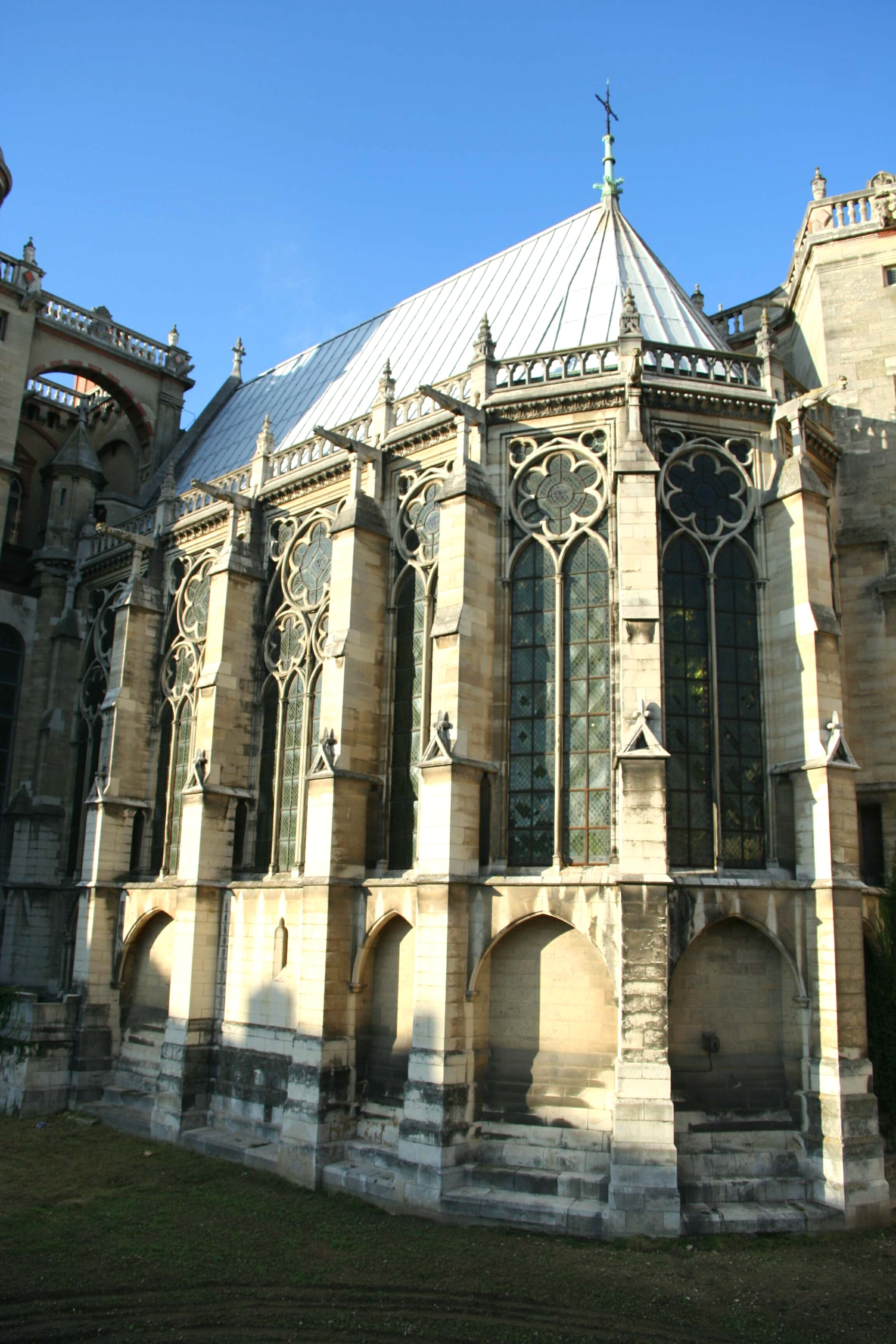
Zámecká kaple sv. Ludvíka